# 短片藁本
短片藁本（学名：Ligusticum brachylobum）为伞形科藁本属的植物。分布于中国大陆的贵州、云南、四川等地，生长于海拔1,600米至3,300米的地区，常生于林下和荒坡草地，目前尚未由人工引种栽培。

## 别名
川防风（四川）